# Haapijärvi
Haapijärvi är en sjö i kommunen Björneborg i landskapet Satakunta i Finland. Arean är 26 hektar och strandlinjen är 5,37 kilometer lång.  Den  ingår i Karvia å huvudavrinningsområde.  Sjön ligger omkring 19 kilometer norr om Björneborg och omkring 240 kilometer nordväst om Helsingfors. 
I sjön finns ön Mykkäkari. Haapijärvi ligger söder om Lampinjärvi. 